# Rosyjska fantastyka
Rosyjska fantastyka – fantastyka naukowa, fantasy i horror są popularnymi gatunkami w literaturze i innych mediach rosyjskich. 
Historia rosyjskiej fantastyki sięga, podobnie jak w krajach zachodnich, początków XX wieku.
Rosyjska fantastyka cieszy się także dużą popularnością w Polsce.